# واسولا
واسولا (به لاتین: Vasula) یک منطقهٔ مسکونی در استونی است که در دهستان تارتو واقع شده‌است. واسولا ۲۷۳ نفر جمعیت دارد.